# Cipriano Dourado
Cipriano Dourado (* 8. Februar 1921 in Penhascoso, Mação; † 17. Januar 1981 in Lissabon) war ein portugiesischer Maler des Neorealismus. Er ist einer der Wegbereiter der zeitgenössischen portugiesischen Gravur und war 1956 Gründungsmitglied der Gravura – Sociedade Cooperativa de Gravadores Portugueses.

## Ausstellungen (Auswahl)
national
- Exposições Gerais de Artes Plásticas (1946–1956)
- Gravura Moderna (1952)
- Modernos Gravadores Portugueses (1955)
- Gravura Portuguesa Contemporânea (1956/1957)
- I Salão dos Artistas de Hoje Sociedade Nacional de Belas Artes (1956)
- Primeira Exposição de Artes Plásticas da Fundação Calouste Gulbenkian (1957)
- I Salão de Arte Moderna da Casa da Imprensa, Lissabon (1958)
- 50 Artistas Independentes em 1959 Sociedade Nacional de Belas Artes (1959)
- I Exposição de Desenho Moderno, Lissabon (1959)
- Lisboa na Obra dos Artistas Contemporâneos (1971)
- Pintura, Desenho e Escultura de 19 Artistas Portugueses, Leiria (1972)
- Imagens do Neo-Realismo em Portugal, Porto (1972)
- I und II Bienais de Artes Plásticas da Festa do Avante! (1977 und 1979)
- Einzelausstellungen in Coimbra (1956), Lissabon (1973), Porto (1974) und Leiria (1974)

international
- I Biennale der Gravur in  Tokio (1957)
- Pavilhão de Portugal, Messe Lausanne (1957)
- Gravura Portuguesa Contemporânea, Göteborg (1958)

## Museen
Werke von Cipriano Dourado finden sich im Museu Nacional de Arte Contemporânea, im Centro de Arte Moderna der Fundação Calouste Gulbenkian sowie im Museu do Neo-Realismo in Vila Franca de Xira.